# República do Haiti (1806-1820)
República do Haiti (Também chamada de Haiti do Sul ou Primeira República do Haiti) foi um estado localizado ao sul do atual Haiti. Fundado em 17 de outubro de 1806, logo após o assassinato do imperador Jacques I e o fim do Primeiro Império do Haiti. A república foi governada pelo general Alexandre Petión, presidente entre 9 de março de 1807 até sua morte em 29 de março de 1818.  Foi sucedido por Jean-Pierre Boyer. 
Enquanto a República do Haiti tinha o controle do sul, ao norte existia o Estado do Haiti, sob controle de Henri Christophe que atuou como presidente entre 1807 e 1811. Mais tarde ele se auto-proclamaria rei do Haiti, governando como monarca até seu suicídio em 1820. Logo após isso o Haiti foi reunificado sob o regime ditatorial de Jean-Pierre Boyer. 